# Hr.Ms. Brinio (1914)
De Hr.Ms. Brinio was een Nederlandse kanonneerboot van de Grunoklasse, gebouwd door de Rijkswerf uit Amsterdam. Het schip is als onderdeel van het IJsselmeerflottielje in de meidagen van 1940 verloren gegaan.

## De Brinio tijdens de Tweede Wereldoorlog
De Brinio werd samen met het zusterschip de Friso en de mijnenvegers de Abraham van der Hulst en de Pieter Florisz in de meidagen van 1940 toegevoegd aan het IJsselmeerflottielje, dat als doel had te voorkomen dat de Duitse strijdkrachten het IJsselmeer zouden oversteken. Op 12 mei werd de Brinio aangevallen door drie Duitse bommenwerpers, waarbij geen directe treffers werden geïncasseerd. De schade opgelopen door de bommen langszij was wel zo ernstig dat de Brinio naar Enkhuizen moest voor reparatie. Nadat de gaten waren gedicht met cement en spek was de Brinio in de ochtend van 14 mei weer vaargereed. Op die 14 mei kreeg de Brinio de opdracht om bij Den Oever het IJsselmeer te verlaten en naar het Verenigd Koninkrijk op te stomen. Maar toen de Brinio eenmaal was geschut in Den Oever kreeg het schip de opdracht weer terug te keren naar Enkhuizen. In Enkhuizen aangekomen kreeg de Brinio de opdracht naar Edam door te varen en daar moest het schip tot zinken worden gebracht, maar omdat het ondertussen al donker was geworden werd besloten de Brinio tot zinken te brengen in de haven van Enkhuizen.